# Manisaspor
El Manisaspor es un club de fútbol de Turquía, de la ciudad de Manisa. Fue fundado en 1965 y tras una serie de varios descensos en la 2022-23 jugará en la Liga Super Amateur de Manisa, la sexta división de Turquía.

## Historia
Fundado en 1931 como Sakaryaspor Kulübü Manisa, en 1965 se reconvierte en Manisaspor Kulübü. El nombre actual lo adopta en 2001, tras llegar a un acuerdo de patrocinio con la empresa Vestel Electronics.
La temporada 2005/06 debuta en la máxima categoría de la liga turca.

## Datos del club
- Temporadas en 1ª: 2005-2008, 2009-2012
- Temporadas en 2ª: 1964-1978, 1980-1983, 1991-1993, 1994-1995, 2002-2005, 2008–2009, 2012-2015
- Temporadas en 3ª: 1978-1980, 1984-1991, 1993-1994, 1995-2002, 2015-

## Jugadores

### Plantilla
- Fuentes: Maçkolik (en turco) y Federación de Fútbol de Turquía (en inglés)